# Затишанська сільська рада
Затишанська сільська́ ра́да — адміністративно-територіальна одиниця та орган місцевого самоврядування в Уманському районі Черкаської області. Адміністративний центр — селище Затишок.

## Загальні відомості
- Населення ради: 654 особи (станом на 2001 рік)

## Населені пункти
Сільській раді були підпорядковані населені пункти:
- с-ще Затишок
- с-ще Малий Затишок

## Склад ради
Рада складалася з 12 депутатів та голови.
- Голова ради: Задоянов Сергій Петрович
- Секретар ради: Журавель Марія Іванівна

### Керівний склад попередніх скликань
| Прізвище, ім'я, по батькові | Основні відомості                                                 | Дата обрання | Дата звільнення |
| --------------------------- | ----------------------------------------------------------------- | ------------ | --------------- |
| Журавель Віктор Іванович    | Сільський голова, 1962 року народження, безпартійний              | 26.03.2006   | 31.10.2010      |
| Задоянов Сергій Петрович    | Сільський голова, 1959 року народження, освіта вища, безпартійний | 31.10.2010   |                 |

Примітка: таблиця складена за даними сайту Верховної Ради України

### Депутати
За результатами місцевих виборів 2010 року депутатами ради стали:

#### За суб'єктами висування
| Суб'єкт висування      | Кількість обраних депутатів | %    |
| ---------------------- | --------------------------- | ---- |
| Партія регіонів        | 6                           | 50   |
| Самовисування          | 5                           | 41,7 |
| Аграрна партія України | 1                           | 8,3  |

#### За округами
| № округу               | Прізвище, ім'я, по батькові     | Дата визнання обраним | Освіта             | Партійна приналежність | Відомості про обраного депутата             |
| ---------------------- | ------------------------------- | --------------------- | ------------------ | ---------------------- | ------------------------------------------- |
| Аграрна партія України |                                 |                       |                    |                        |                                             |
| 1                      | Яворська Тамара Пилипівна       | 01.11.2010            | середня            | позапартійна           | ТОВ «Агропромислова компанія», обліковець   |
| Партія регіонів        |                                 |                       |                    |                        |                                             |
| 2                      | Журавель Марія Іванівна         | 01.11.2010            | вища               | член Партії регіонів   | Затишанська с/рада, секретар                |
| 5                      | Подолян Ольга Володимирівна     | 01.11.2010            | середня            | позапартійна           | тимчасово не працює                         |
| 6                      | Коваль Людмила Іванівна         | 01.11.2010            | середня спеціальна | член Партії регіонів   | Затишанський НВК, заступник директора школи |
| 7                      | Чернайчук Тетяна Володимирівна  | 01.11.2010            | вища               | член Партії регіонів   | Затишанська с/рада, бухгалтер               |
| 10                     | Цикаленко Вадим Миколайович     | 01.11.2010            | вища               | член Партії регіонів   | тимчасово не працює                         |
| 11                     | Горобець Віктор Анатолійович    | 01.11.2010            | середня спеціальна | член Партії регіонів   | с. Затишок, приватний підриємець            |
| Самовисування          |                                 |                       |                    |                        |                                             |
| 3                      | Вовк Олексій Андрійович         | 01.11.2010            | середня спеціальна | член Партії регіонів   | ЗАТ «Укрзерноімпекс», агроном               |
| 4                      | Лукіянчук Олександр Миколайович | 01.11.2010            | середня спеціальна | позапартійний          |                                             |
| 8                      | Гайдай Олександр Геннадійович   | 14.11.2010            | середня            | позапартійний          | тимчасово не працює                         |
| 9                      | Мельник Володимир Ілліч         | 14.11.2010            | вища               | позапартійний          | Агропромислова кампанія, директор           |
| 12                     | Кодола Юрій Васильович          | 01.11.2010            | середня            | позапартійний          | тимчасово не працює                         |